# بالاغونيا
بالاغونيا (بالإيطالية: Palagonia)‏ هي مدينة تقع في مقاطعة كاتانيا في صقلية في إيطاليا ويبلغ عدد سكانها 16402 نسمة.